# Niemy krzyk (singel)
Niemy krzyk – trzeci i ostatni singel z płyty Magnes. Producentami utworu są Reni i Mic Microphone. Singel został wydany w Magnes Special Edition jako podwójny a-side z radiowym singlem Mixtura, wraz ze wcześniejszymi teledyskami z albumu Magnes.

## Teledysk
Reżyserem teledysku do piosenki jest Jacek Podgórski. Klip nakręcono 13 listopada 2006 w Warszawie w Teatrze Rampa. Klip opowiada miłosną historię, która rozgrywa się na teatralnej scenie podczas występu zespołu ludowego, w którym tańczy Reni. W teledysku jako partner wystąpił aktor Wojciech Mecwaldowski.

## Lista utworów
1. "Niemy krzyk (radio edit)" - 3:38
2. "Niemy krzyk (album version)" - 6:54
3. "Mixtura (radio edit - english version)" - 3:37
4. "Mixtura (album version)" - 5:54
5. "Magnes (nhood remix)" - 6:43